# BSC Young Boys
Berner Sport Club Young Boys – szwajcarski klub piłkarski z Berna.

## Historia
Klub został założony 14 marca 1898 jako FC Young Boys. Swój pierwszy mecz rozegrał 17 czerwca tego samego roku z Viktorią Pilzno. W 1925 klub zmienił człon z FC na BSC z racji tego, że oprócz sekcji piłkarskiej, istniała także sekcja piłki ręcznej i hokeja na trawie.
Najlepsze lata dla klubu to lata pięćdziesiąte kiedy klub zdobył dwa puchary Szwajcarii i cztery mistrzowskie tytuły z rzędu. W latach 1984–1991 drużynę piłkarską YB prowadził polski trener z niemieckim paszportem Aleksander Mandziara zdobywając z nią ostatni w historii klubu tytuł mistrzowski oraz puchar kraju, a także jedyny superpuchar. W 2018 roku zdobył pierwszy od 32 lat tytuł mistrza kraju, przerywając serię FC Basel, który zdobył 8 tytułów z rzędu.

## Osiągnięcia
- Mistrzostwo Szwajcarii (17×): 1903, 1909, 1910, 1911, 1920, 1929, 1957, 1958, 1959, 1960, 1986, 2018, 2019, 2020, 2021, 2023, 2024
- Puchar Szwajcarii (8×): 1930, 1945, 1953, 1958, 1977, 1987, 2020, 2023
- Superpuchar Szwajcarii (1×): 1986

## Obecny skład
Stan na 24 lutego 2022
| Nr | Poz. | Piłkarz                                             |
| -- | ---- | --------------------------------------------------- |
| 1  | BR   | Anthony Racioppi                                    |
| 4  | OB   | Mohamed Camara                                      |
| 5  | OB   | Cédric Zesiger                                      |
| 6  | PO   | Esteban Petignat                                    |
| 7  | NA   | Kevin Varga (wypożyczony z Kasımpaşy SK)            |
| 8  | PO   | Vincent Sierro                                      |
| 9  | NA   | Wilfried Kanga                                      |
| 10 | PO   | Miralem Sulejmani                                   |
| 11 | PO   | Edimilson Fernandes (wypożyczony z 1. FSV Mainz 05) |
| 13 | PO   | Moumi Ngamaleu                                      |
| 15 | NA   | Meschak Elia                                        |
| 16 | PO   | Christian Fassnacht                                 |
| 17 | NA   | Jordan Siebatcheu                                   |
| 19 | NA   | Felix Mambimbi                                      |

| Nr | Poz. | Piłkarz                       |
| -- | ---- | ----------------------------- |
| 20 | PO   | Cheikh Niasse                 |
| 21 | OB   | Ulisses Garcia                |
| 22 | PO   | Nico Maier                    |
| 23 | OB   | Aurèle Amenda                 |
| 24 | OB   | Quentin Maceiras              |
| 25 | OB   | Jordan Lefort                 |
| 26 | BR   | David von Ballmoos            |
| 27 | OB   | Lewin Blum                    |
| 28 | OB   | Fabian Lustenberger (kapitan) |
| 30 | OB   | Sandro Lauper                 |
| 32 | PO   | Fabian Rieder                 |
| 61 | BR   | Leandro Zbinden               |
| 77 | NA   | Joël Monteiro                 |
| 91 | BR   | Guillaume Faivre              |

### Piłkarze na wypożyczeniu
| Nr | Poz. | Piłkarz                                                            |
| -- | ---- | ------------------------------------------------------------------ |
|    | NA   | Jean-Pierre Nsame (w Venezii FC do 30 czerwca 2022)                |
|    | PO   | Christopher Martins Pereira (w Spartaku Moskwa do 30 czerwca 2022) |
|    | PO   | Michel Aebischer (w Bologni FC do 30 czerwca 2022)                 |
|    | PO   | Alexandre Jankewitz (w FC Sankt Gallen do 30 czerwca 2022)         |
|    | OB   | Nicolas Bürgy (w Viborgu FF do 30 czerwca 2022)                    |

| Nr | Poz. | Piłkarz                                                 |
| -- | ---- | ------------------------------------------------------- |
|    | OB   | Pascal Schüpbach (w FC Thun do 30 czerwca 2022)         |
|    | PO   | Mischa Eberhard (w Yverdon-Sport FC do 30 czerwca 2022) |
|    | NA   | Shkelqim Vladi (w FC Aarau do 30 czerwca 2022)          |
|    | NA   | Yannick Toure (w FC Wil do 30 czerwca 2022)             |